# 에흐으시커

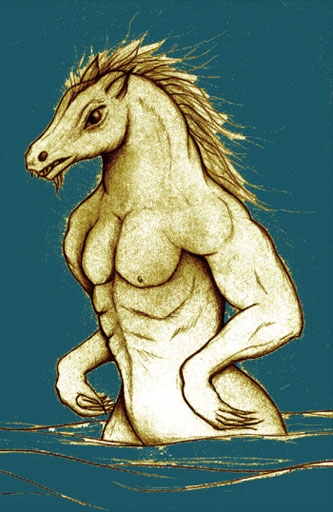

에흐으시커(스코틀랜드 게일어: each-uisge [ɛxˈɯʃkʲə])는 고지 스코틀랜드(하일랜드)에서 전승되는 켈트계 물귀신으로, 물말의 일종이다. 아일랜드에서는 에흐이시커(아일랜드어: each-uisce, 영어: aughisky)라고 한다. 저지 스코틀랜드(게르만계)의 켈피와 유사하지만 켈피보다 더 잔인하다.
에흐으시커는 고지 스코들랜드의 물말로서, 민속학자 캐서린 메리 브릭스에 따르면 "아마 모든 물말들 중 가장 사납고 위험한" 것이다. 켈피와 혼동되는 경우가 많지만, 시냇물과 강에 사는 켈피와 달리 에흐으시커는 바다, 협만, 호소에 산다. 에흐으시커는 변신할 수 있으며, 잘생긴 말이나 조랑말, 미남 또는 커다란 새의 모습으로 둔갑한다. 말의 모습으로 변신해 있을 때 사람이 그 위에 올라타면, 땅을 밟고 있을 때는 안전하다. 그러나 조금이라도 물이 보이거나 물 냄새가 난다면 그 사람은 죽은 목숨이다. 에흐으시커의 피부가 끈적끈적하게 변하고, 놈은 사람을 태운 채로 호소 가장 깊숙한 곳으로 곧장 뛰어든다. 희생자가 익사하면 에흐으시커는 그를 찢어발기고 간을 제외한 몸 전체를 잡아먹는다. 먹지 않고 남긴 간만 떠올라 호소 표면에 떠다니게 된다.
사람의 형상을 하고 있을 때는 잘생긴 남자의 모습을 취하는데, 머리에 물풀, 모래, 진흙 따위가 묻어있다는 것을 제외하면 보통 사람과 구분할 수 있는 방법은 없다. 때문에 하이랜더들은 에흐으시커가 산다고 전해지는 물가에서 낯선 사람이나 동물을 혼자 마주치는 것을 경계했다.
루이스섬에는 크노크나베스트(Cnoc-na-Bèist→괴물의 언덕)라는 야트막한 둔덕이 있다. 둔덕 옆에 Mhuileinn 호가 있는데, 이 호수의 에흐으시커가 한 여자를 유혹하려다가 그 여자의 형제에게 살해당했다고 한다.
사람 뿐 아니라 소나 양도 에흐으시커의 먹이가 될 수 있다. 에흐으시커는 구운 고기 냄새로 꾀어낼 수 있다. 맥케이(McKay)의 《하일랜드 서부 이야기》에 보면 다음과 같은 이야기가 있다.
| “ | 라세이 섬의 대장장이가 에흐으시커에게 딸을 잃었다. 복수를 하기 위해 대장장이와 그 아들은 호수 옆에 지은 대장간에서 커다란 갈고리들을 한 벌 만들었다. 그리고 양을 잡아 굽고 갈고리들이 벌겋게 달아오를 때까지 가열했다. 마침내 물속에서 박무가 훅 끼쳐나오더니 에흐으시커가 깊은 곳에서 솟아나와 양을 움켜쥐었다. 대장장이와 아들은 벌겋게 달아오른 갈고리를 놈의 살에 쑤셔박았고, 짧은 싸움 끝에 놈을 처치했다. 아침이 되자 짐승의 모습은 온데간데 없고 젤리 같은 물질만 남아 있었다. | ” |